# Aristida novae-caledoniae
Aristida novae-caledoniae là một loài thực vật có hoa trong họ Hòa thảo. Loài này được Henrard mô tả khoa học đầu tiên năm 1927.